# Estação Água Branca
A Estação Água Branca é uma estação ferroviária pertencente à Linha 7–Rubi da CPTM, localizada no bairro da Água Branca, Zona Oeste de São Paulo, com projeto de ser integrada à futura estação da Linha 6–Laranja do Metrô de São Paulo, à futura estação da Linha 8–Diamante e aos futuros trens regionais (Americana–Santos e Sorocaba–Pindamonhangaba).

## História

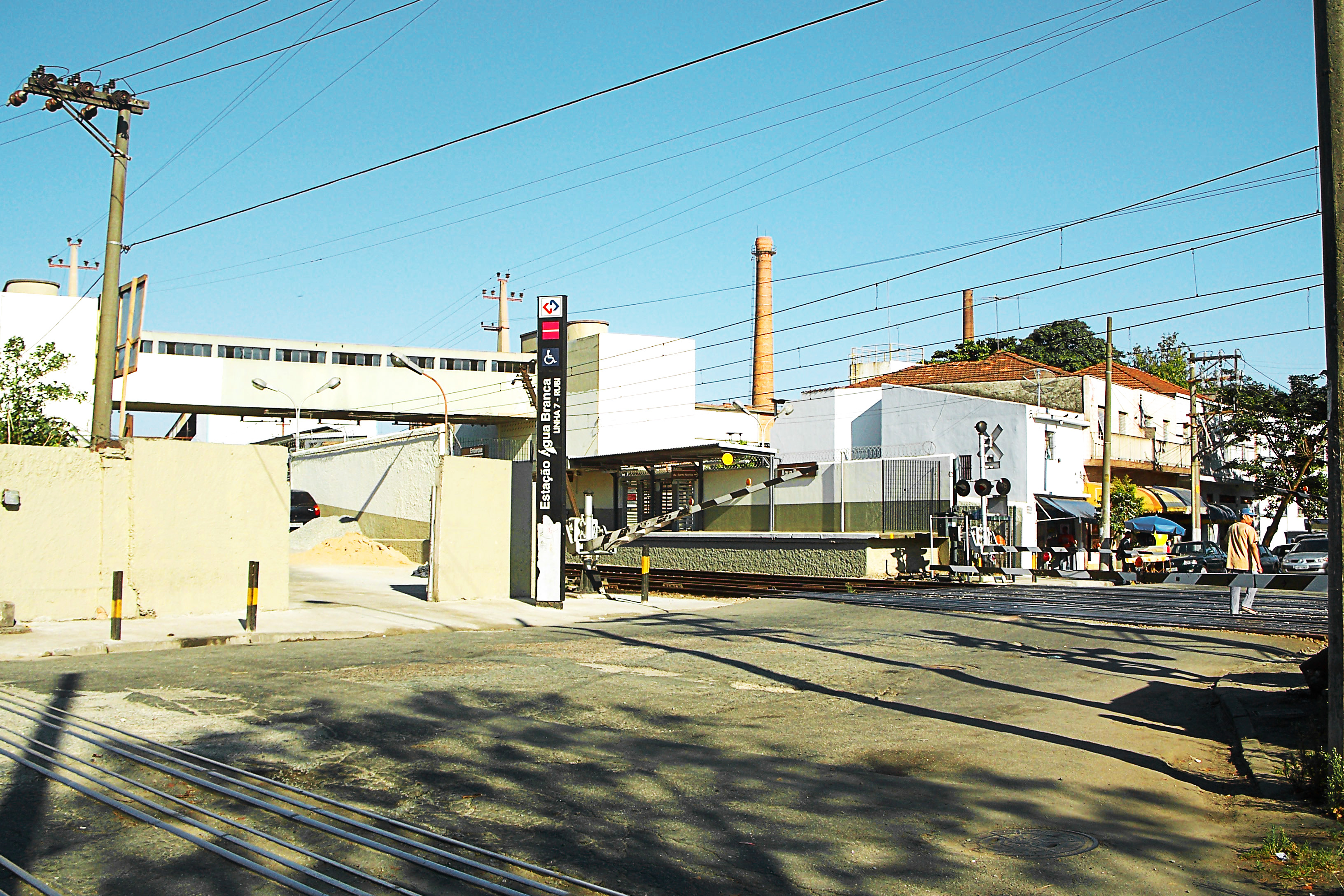
Entrada da estação ao lado da passagem de nível da Avenida Santa Marina

A Estação Água Branca foi uma das abertas na inauguração da ferrovia Santos–Jundiaí pela São Paulo Railway (SPR), em 14 de fevereiro de 1867. Inicialmente, ocupava um prédio rústico. Com a abertura da Estrada de Ferro Sorocabana, em 10 de julho de 1875, que corria ao seu lado, a Estação Água Branca, até então um arrabalde distante de São Paulo, passou a ganhar importância como ponto de integração e entreposto de cargas entre as duas ferrovias. Em 1896, foi erguida ao lado da estação a Vidraria Santa Marina, que contribuiu para o início da industrialização da região (cujo auge foi a implantação do imenso complexo industrial das Indústrias Reunidas Fábricas Matarazzo, em 1920, nos arredores da estação), atraindo ainda mais passageiros e cargas para a Estação Água Branca.
Na década de 1890, a SPR reformou várias estações, classificando-as como estação de primeira e de terceira classes. Aos poucos, o prédio da estação tornava-se cada vez menor para uma demanda cada vez maior. Outro problema enfrentando pela estação estava no Rio Tietê, cujas cheias inundavam o pátio da estação, interrompendo o tráfego. Com a retificação do rio, entre as décadas de 1930 e 1960, a região passou a sofrer cada vez menos com inundações.
Com a estatização da São Paulo Railway, em 1946, o Governo Federal firmou contratos de cooperação com os Estados Unidos, sendo formada a Comissão Mista Brasil-Estados Unidos para o Desenvolvimento Econômico. Trabalhando entre 1951 e 1953, a comissão estabeleceu os parâmetros básicos para a modernização da Estrada de Ferro Santos–Jundiaí, incluindo suas estações. Entre a metade da década de 1950 e o final da década de 1960, várias estações foram reconstruídas, incluindo Água Branca. A nova estação recebeu acessos maiores, linha de bloqueios eletromecânicos de bilhetes Perey, uma passarela de integração entre plataformas e um novo prédio administrativo, abertos nos anos 1960, sendo sua passarela inaugurada em 20 de outubro de 1976.
Na década de 1970, a estação foi cogitada para receber a Linha Leste–Oeste do Metrô, porém o projeto não foi realizado (vide seção projetos). Aos poucos, os problemas dos trens de subúrbio da Santos–Jundiaí (e de sua sucessora, a CBTU) se avolumaram, e a estação entrou em lenta decadência, cujo ápice foi atingido no início da década de 1990. Em 1 de junho de 1994, a estação e a linha foram assumidas pelo estado, por meio da CPTM. Apesar de não ter sido depredada durante os tumultos na CPTM em 1996, a estação passou seis meses fechada (assim como  a linha).
Atualmente, faz parte da Linha 7 do Trem Metropolitano de São Paulo.
Em 26 de março de 2025, o Governo do Estado de São Paulo autorizou a construção da "Super Estação Água Branca". A estação, além de receber o Trem Intercidades para Campinas e Sorocaba, irá conectar as linhas 9-Esmeralda e 3-Vermelha, além da Linha 8-Diamante, prevista originalmente no Projeto da Linha 6-Laranja, de 2015, desenvolvido pela Move SP, e em 2020, pela Acciona.

## Características
| Sigla | Estação     | Inauguração             | Integração               | Plataformas | Posição    | Notas                        |
| ----- | ----------- | ----------------------- | ------------------------ | ----------- | ---------- | ---------------------------- |
| ABR   | Água Branca | 16 de fevereiro de 1867 | Bilhete Único da SPTrans | Laterais    | Superfície | Estação construída pela EFSJ |

## Toponímia
A denominação Água Branca surgiu em meados do século XIX, para denominar um dos córregos que cortava a região. O Córrego da Água Branca atualmente está canalizado sob parte da Avenida Sumaré e da Rua Turiaçu. Já o córrego existente sob a Estação Água Branca foi denominado na mesma época como Água Preta, de que o Água Branca é tributário. As águas do Córrego Água Branca deságuam no Água Preta, que por sua vez deságua no Rio Tietê.

## Projetos

### Metrô

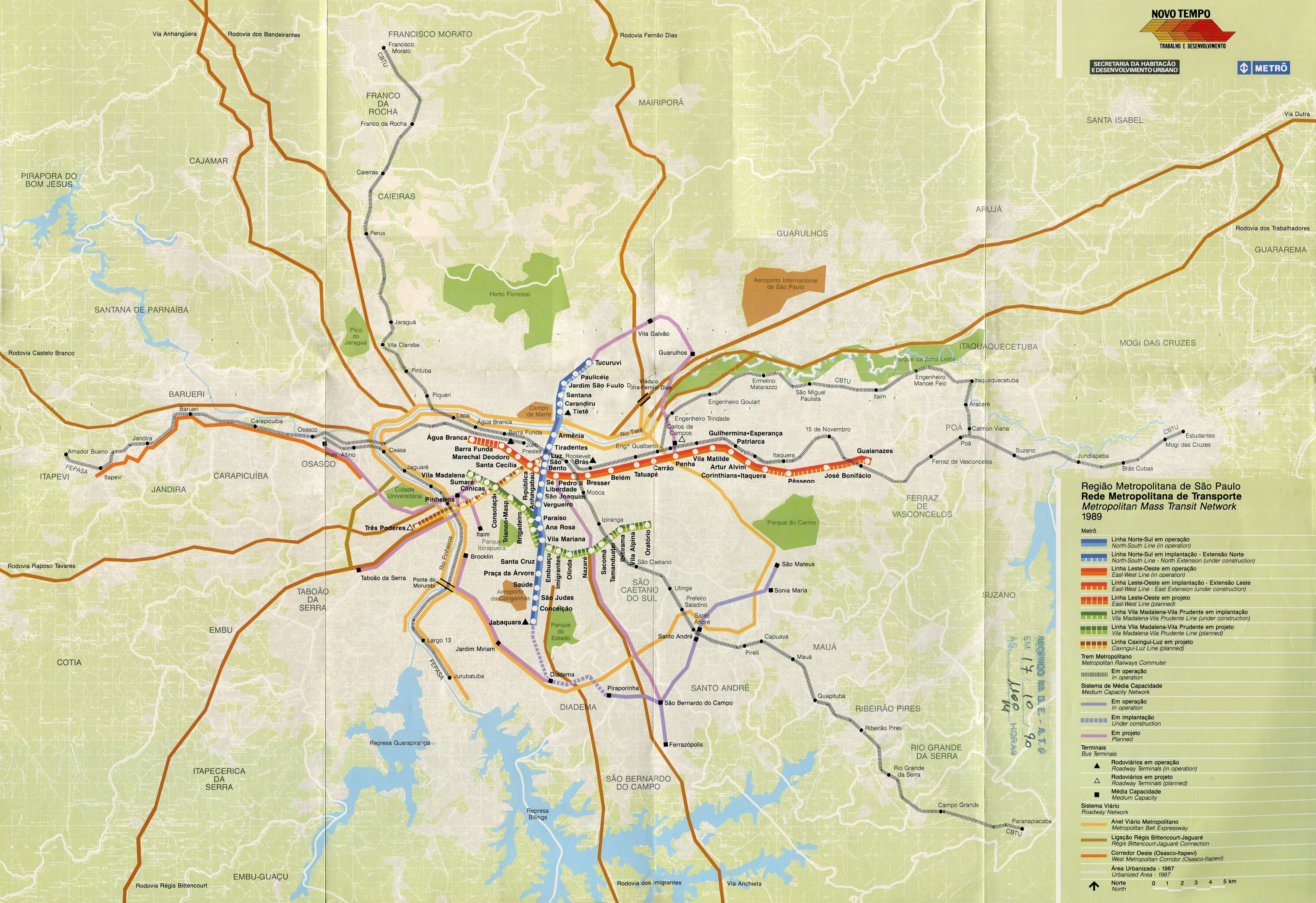
Mapa do transporte metropolitano, 1989. A Estação Água Branca da Linha Leste-Oeste encontrava-se em projeto

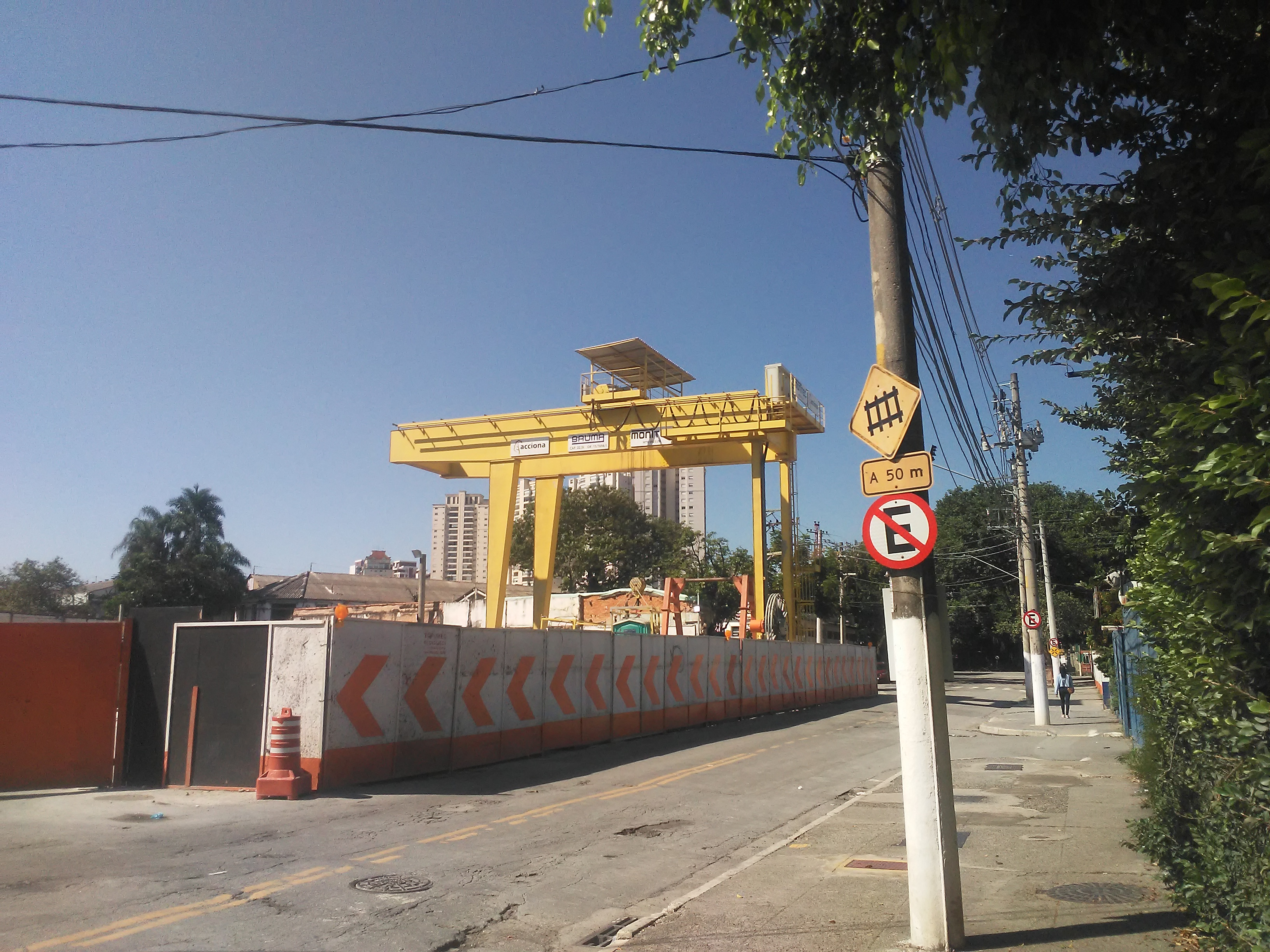
Obras da Estação Água Branca da Linha 6

O primeiro projeto de metrô para a Estação Água Branca data do final da década de 1970, quando estava sendo definido o ponto final da Linha Leste–Oeste (atual Linha 3–Vermelha).
Apesar de não ter saído do papel, o metrô insistiu em outro projeto para a região, com a construção da Estação Água Branca sendo bancada pelos empreendedores do Shopping West Plaza, numa espécie de parceria público-privada. Mais uma vez, o projeto não saiu do papel.
Em meados de 2005, o Metrô elaborou o Rede Distributiva, com projetos de ampliação da rede existente, fosse por meio da expansão das linhas existentes ou de novas linhas propostas. Uma das linhas novas ligaria as estações João Paulo I e Oratório, sendo Água Branca uma das estações de integração propostas.
O projeto dessa linha tornou-se o embrião da futura Linha 6–Laranja, reaparecendo no Plano Integrado de Transportes Urbanos (PITU 2025), apresentado em 2007. Com a pressão dos moradores da Freguesia do Ó, que seria contemplada caso a linha fosse implantada, o Metrô oficializou o projeto como Linha 6–Laranja e aprofundou seus estudos. O projeto da Linha 6, incluindo a Estação Água Branca, foi apresentado inicialmente me 2008 e previa a construção de uma estação subterrânea para a Linha 6 e outra em superfície para abrigar a integração com as linhas 7 Da CPTM e 8 da ViaMobilidade. Apesar de diversas previsões de abertura (2012 a 2015), o projeto começou a sair do papel apenas em maio de 2012, quando o Governo do Estado desapropriou as áreas para a Estação Água Branca, por meio do decreto 58 025, incluindo parte da fábrica da Santa Marina (que fora tombada em 2009, para se prevenir o risco de demolição devido à especulação imobiliária causada pelo projeto do Metrô).
Em abril de 2015, os imóveis foram demolidos para a construção da futura Estação Água Branca. Projetada pelas empresas Fernandes Arquitetos Associados (Linha 6) e N & W Arquitetos (Linhas 7 e 8 da CPTM), a estação terá 10 329,54m² de área construída. Devido a problemas financeiros do consórcio Move São Paulo, as obras da estação e da futura Linha 6 foram paralisadas, em fase de demolição de imóveis. Com a venda da concessão para a espanhola Acciona, as obras da linha estão previstas para recomeçar até o final de 2020. As obras foram retomadas em 6 de outubro de 2020, com previsão de conclusão de cinco anos.

### CPTM
A CPTM estuda a modernização da Estação Água Branca desde seu plano diretor de 2003. Em 2010, foi contratado o escritório N&W Arquitetos para desenvolver um projeto híbrido de estação, para atender tanto ao projeto da Linha 6 quanto aos demais projetos da CPTM aventados para a estação (Trem Intercidades São Paulo–Campinas e enterramento da ferrovia entre a Lapa e o Brás).